# Ivan Laing
Ivan Laing (Hawick, Scottish Borders, 18 d'agost de 1885 – Metz-en-Couture, Pas-de-Calais, 30 de novembre de 1917) va ser un jugador d'hoquei sobre herba escocès que va competir a principis del segle xx.
El 1908 va prendre part en els Jocs Olímpics de Londres, on va guanyar la medalla de bronze en la competició d'hoquei sobre herbal, com a membre de l'equip escocès.
Morí en combat durant la Primera Guerra Mundial lluitant amb la Coldstream Guards a Metz-en-Couture.